# Mount Layau
Mount Layau es una localidad de Santa Lucía que forma parte del distrito de Gros Islet.